# 冈山大学医疗技术短期大学部
冈山大学医疗技术短期大学部（日语：／ Okayama Daigaku Iryōgijutsu Tanki Daigakubu *），简称医短，是过去一所位于日本冈山县冈山市的国立短期大学。

## 概要

### 简介
- 学校最早可以追溯到1922年[1]。短期大学成立于1986年、为于1987年开办[1]、由冈山大学经营。招生到于1998年、停办于2002年[2]。为男女同校。

### 历史
- 1987年 冈山大学医疗技术短期大学部成立并同时设置一个学科三个学科、以下列举。
  - 护理学科
  - 卫生技术学科
  - 诊疗放射线技术学科
- 1990年 助产学特別专攻成立于专科[1]。
- 1998年 招生最后、次年停止招生（正式停办于2002年3月31日[2]）。

## 学校环境
- 校区：在了冈山县冈山市[注 1]

## 历任校长
- 高桥克明：第一代短期大学校长[3]。

## 组织

### 学科
- 护理学科
- 卫生技术学科
- 诊疗放射线技术学科

### 专科
| - 助产学特別专攻 |

### 业余课程
| - 没有 |

## 相关链接
- 日本短期大学列表